# Джирардвілл (Пенсільванія)
Джирардвілл (англ. Girardville) — місто (англ. borough) в США, в окрузі Скайлкілл штату Пенсільванія. Населення — 1308 осіб (2020).

## Географія
Джирардвілл розташований за координатами 40°47′33″ пн. ш. 76°16′59″ зх. д. / 40.79250° пн. ш. 76.28306° зх. д. (40.792381, -76.282923).  За даними Бюро перепису населення США в 2010 році місто мало площу 1,37 км², з яких 1,34 км² — суходіл та 0,03 км² — водойми.

## Демографія
Згідно з переписом 2010 року, у селищі мешкало 1519 осіб у 662 домогосподарствах у складі 393 родин. Густота населення становила 1105 осіб/км².  Було 840 помешкань (611/км²).
Расовий склад населення:
| - 97,2 % — білих - 1,2 % — чорних або афроамериканців - 0,3 % — корінних американців |

До двох чи більше рас належало 0,8 %. Частка іспаномовних становила 1,6 % від усіх жителів.
За віковим діапазоном населення розподілялося таким чином: 21,2 % — особи молодші 18 років, 61,7 % — особи у віці 18—64 років, 17,1 % — особи у віці 65 років та старші. Медіана віку мешканця становила 42,9 року. На 100 осіб жіночої статі у селищі припадало 98,6 чоловіків;  на 100 жінок у віці від 18 років та старших — 91,5 чоловіків також старших 18 років.
Середній дохід на одне домашнє господарство  становив 41 157 доларів США (медіана — 35 272), а середній дохід на одну сім'ю — 47 853 долари (медіана — 43 264). Медіана доходів становила 38 036 доларів для чоловіків та 25 938 доларів для жінок. За межею бідності перебувало 16,9 % осіб, у тому числі 23,5 % дітей у віці до 18 років та 9,1 % осіб у віці 65 років та старших.
Цивільне працевлаштоване населення становило 468 осіб. Основні галузі зайнятості: освіта, охорона здоров'я та соціальна допомога — 29,3 %, виробництво — 19,7 %, роздрібна торгівля — 13,0 %, мистецтво, розваги та відпочинок — 9,8 %.